# Barque sortant du port de Trouville
Barque sortant du port de Trouville és una pel·lícula muda de curtmetratge francesa dirigida per Georges Méliès el 1896. Es creu que la pel·lícula s'ha perdut. No se sap res de l'argument ni de la tècnica d'enregistrament.
La pel·lícula de 20 m pertany al grup de pel·lícules de viatges del director. La imatgeria de l'arribada i la sortida es reflecteix a la pel·lícula. Les estacions de tren, els rius i els ports tenien un gran atractiu per a ell i altres artistes contemporanis com Camille Pissarro i Claude Monet.